# Saint-Boniface (Manitoba)
Pour les articles homonymes, voir Saint-Boniface.
 (février 2022).
Si vous disposez d'ouvrages ou d'articles de référence ou si vous connaissez des sites web de qualité traitant du thème abordé ici, merci de compléter l'article en donnant les références utiles à sa vérifiabilité et en les liant à la section « Notes et références ».

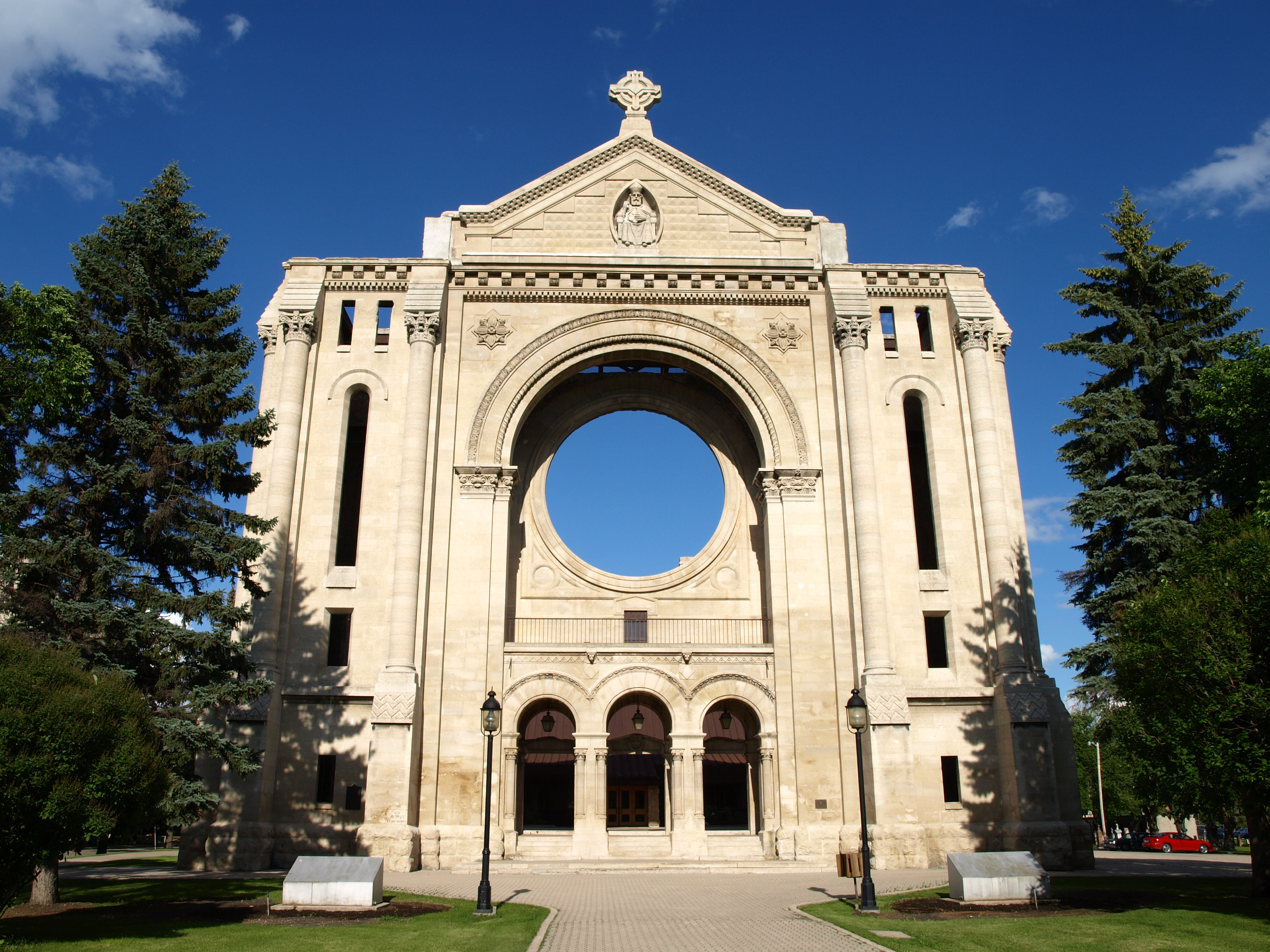
Ancienne façade de la cathédrale de Saint-Boniface.

Saint-Boniface est un quartier de la ville canadienne de Winnipeg au Manitoba, au Canada.
Sa population est évaluée à moins de 60 000 habitants.
Ce quartier est le foyer principal de la communauté franco-manitobaine et soutient les autres communautés francophones de la province du Manitoba. Mais elle y est, cependant, minoritaire et constitue moins de 30 % de la population du quartier. De plus, une partie non négligeable des membres de cette communauté s'exprime principalement en anglais, du fait de l'assimilation importante que subit toute communauté francophone minoritaire.
La cité fut nommée Saint-Boniface en l'honneur de saint Boniface, qui fut archevêque de Mayence et saint patron des colons allemands de la région.

## Historique
La localité fut une mission catholique qui est devenue plus tard une paroisse, puis un archidiocèse, fondée par Norbert Provencher en 1818. Saint-Boniface fut proclamée ville en 1883, puis devint une cité en 1908.
Une cathédrale-basilique s'élève au cœur de la cité, la cathédrale de Saint-Boniface. Le premier édifice fut construit au début du XXe siècle, mais un incendie ravagea le bâtiment en 1968. En 1972, un second édifice fut réalisé par les architectes Étienne Gaboury et Denis Lussier.
Saint-Boniface demeura une ville indépendante jusqu'en 1970, quand elle fut rattachée alors par la ville de Winnipeg qui créa Unicity, une ville englobant treize municipalités avoisinantes.
Saint-Boniface était alors le quartier majoritairement francophone de Winnipeg. Le quartier est officiellement bilingue, rare au Canada, et la charte de la ville de Winnipeg précise que les avis et les panneaux municipaux doivent être rédigés en français et en anglais. À une occasion, les citoyens se sont plaints lorsque la ville a décidé d'apposer des panneaux de circulation Arrêt-Stop uniquement en anglais.
Saint-Boniface possède un hôpital général sur l'avenue Taché.

## Géographie
Saint-Boniface est relié au quartier historique de la Fourche de Winnipeg par le pont Provencher et le pont piétonnier Esplanade Riel qui enjambent la rivière Rouge.
Saint-Boniface est inclus dans le district Riel de la ville de Winnipeg avec les quartiers de Saint-Vital et Saint-Norbert. Cet espace, associé à l’histoire de Louis Riel (le père fondateur du Manitoba), est celui de la francophonie de l’Ouest canadien vécue par les Franco-manitobains et leur histoire.

## Éducation
Saint-Boniface offre un enseignement francophone et bilingue dans son périmètre scolaire qui relève de la Division Scolaire Franco-Manitobaine. L'Université de Saint-Boniface dispense un enseignement universitaire en langue française pour les étudiants du Manitoba et de l’étranger, notamment grâce au réseau d’échanges mis en place pour les institutions d’enseignement membres de l’Association des universités de la francophonie canadienne.

## Culture française
Saint-Boniface est reconnu comme le centre de la francophonie de l'Ouest canadien. La communauté est animée par le Cercle Molière, plus vieille troupe de théâtre au Canada, qui célébrait en 2011 son 85e anniversaire.
Saint-Boniface a également un Centre culturel franco-manitobain, qui est le cœur culturel de cette communauté.
C'est à Saint-Boniface qu'est organisé annuellement, au mois de février, le Festival du Voyageur, la plus grande fête hivernale de l'Ouest canadien, qui célèbre le patrimoine des francophones, la culture francophone d'hier et d'aujourd'hui et la musique.

## Médias
Saint-Boniface héberge la première station de radio française de l'Ouest canadien, CKSB, les médias étudiants de l'Université de Saint-Boniface regroupant le-reveil.ca (journal) et CBAU (Radio) et l'hebdomadaire La Liberté. La Liberté publie également Le Journal des jeunes, un mensuel d'information. Le groupe Action médias qui donne de la formation en journalisme publie également trois fois par année L'Érudit, un journal écrit par des journalistes en herbe.

## Politique
La circonscription fédérale de Saint-Boniface-Saint-Vital est représentée par Dan Vandal, du Parti libéral du Canada, depuis 2015.

## Personnalités célèbres

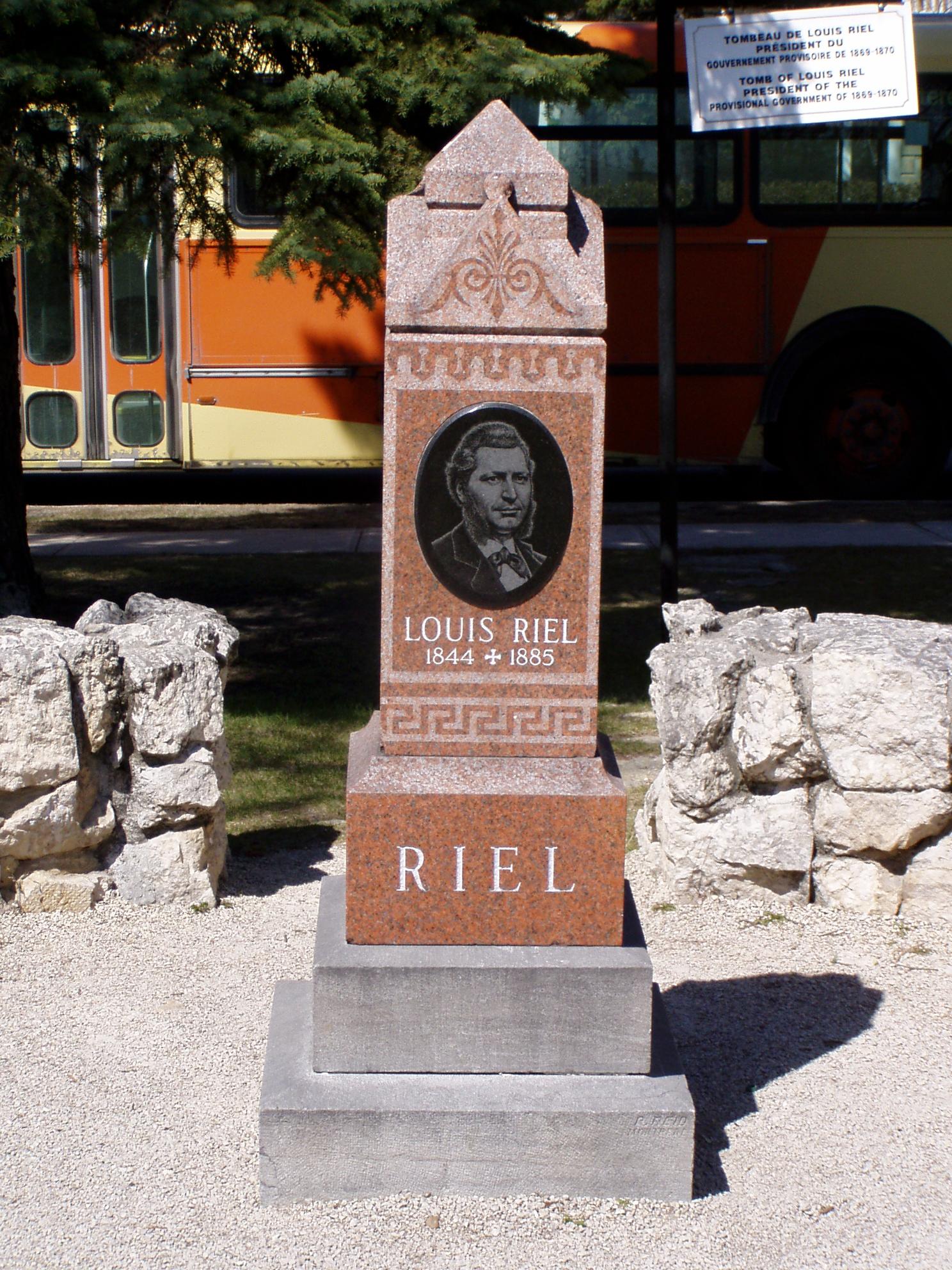
Tombe de Louis Riel.

- Milton Black, joueur professionnel canadien de hockey sur glace
- Pauline Boutal, peintre, illustratrice de mode, metteure en scène
- Len Cariou, acteur sur Broadway
- Donatien Frémont, historien, journaliste
- Bob Hunter, fondateur de Greenpeace
- Ambroise-Dydime Lépine (1840–1923), personnalité politique métis, adjoint de Louis Riel, lors de la Rébellion de la rivière Rouge de 1869/1870
- Brett Lernout, joueur professionnel canadien de hockey sur glace
- Roger Léveillé, écrivain
- Roland Mahé, metteur en scène
- Maurice Paquin, comédien, chanteur
- Laurent Poliquin, poète, professeur
- Marc Prescott, dramaturge
- Louis Riel (1844–1885) homme politique, fondateur du Manitoba
- Gabrielle Roy, auteure canadienne de renommée internationale. Sa maison natale, rendue célèbre dans ses écrits, est aujourd'hui un musée
- Annette Saint-Pierre, professeure, auteure et éditrice
- Paul Savoie, écrivain
- Lucille Starr, chanteuse
- Les Surveillantes, groupe de musique
- Tony Tascona, artiste peintre
- Rossel Vien, écrivain, journaliste et traducteur
- James Peebles, astronome, a reçu, en 2019, le prix Nobel de Physique

## Archevêché
- Archidiocèse de Saint-Boniface
- Basilique-Cathédrale de Saint-Boniface